# Cân bằng quyền lực
Cân bằng quyền lực trong chính trị học dùng để chỉ sự phân chia, phân bổ, hay còn gọi là phân tách quyền lực của một hệ thống chính trị.

## Chính trị nghị viện
Trong nền chính trị nghị viện, cân bằng quyền lực  dùng để chỉ vị thế của một đảng hay liên minh các đảng nhỏ mà nhờ có sự ủng hộ của đảng hay liên minh này mà đảng chiếm đa số có đủ số phiếu đa số cần thiết để chính phủ ổn định.

## Chủ nghĩa liên bang
Trong thể chế liên bang, thuật ngữ "cân bằng quyền lực" được dùng để chỉ mức độ phân chia quyền lực của chính phủ.